# Aluminiumfosfat
Aluminiumfosfat är ett salt med den kemiska formeln AlPO4. Ämnet förekommer som naturligt mineral i Australien, Sydafrika och Namibia.

## Användning
Aluminiumfosfat används ibland i kakmix och bakpulver för att underlätta jäsningsprocessen. Den används industriellt som dehydreringsmedel. När aluminiumfosfat uppvärms sönderfaller det i aluminiumoxid och fosforpentoxid, det sistnämnda ämnet absorberar vatten/vattenånga mycket effektivt.
{\displaystyle {\rm {4\ AlPO_{4}\rightarrow 2\ Al_{2}O_{3}+P_{4}O_{10}}}}